# Карнью

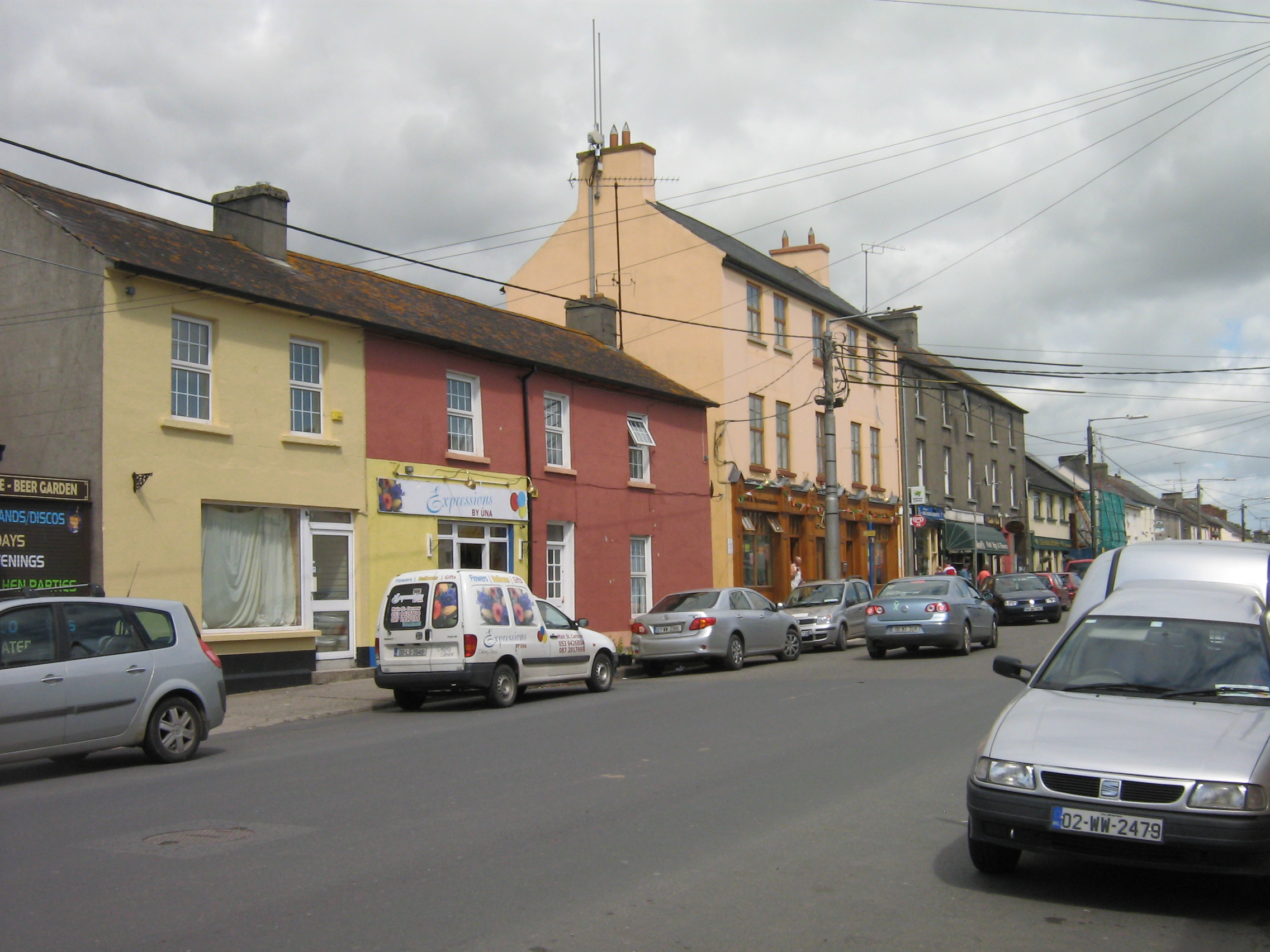
Главная улица

Карнью (англ. Carnew; ирл. Carn an Bhua, «курган победы») — деревня в Ирландии, находится в графстве Уиклоу (провинция Ленстер). По историческим причинам часто описывается как «протестантский анклав».

## Демография
Население — 949 человек (по переписи 2006 года). В 2002 году население составляло 809 человек.
Данные переписи 2006 года:
| Общие демографические показатели |               |                               |                               |      |      |
| Всё население                    | Всё население | Изменения населения 2002—2006 | Изменения населения 2002—2006 | 2006 | 2006 |
| 2002                             | 2006          | чел.                          | %                             | муж. | жен. |
| 809                              | 949           | 140                           | 17,3                          | 482  | 467  |